# Tympanis aucupariae
Tympanis aucupariae är en svampart som först beskrevs av Christiaan Hendrik Persoon, och fick sitt nu gällande namn av Carl (Karl) Friedrich Wilhelm Wallroth 1831. Tympanis aucupariae ingår i släktet tuvskålar och familjen Helotiaceae.   Inga underarter finns listade i Catalogue of Life.